# Sphaerostephanos alpinus
Sphaerostephanos alpinus är en kärrbräkenväxtart som beskrevs av Holtt. Sphaerostephanos alpinus ingår i släktet Sphaerostephanos och familjen Thelypteridaceae. Inga underarter finns listade.